# Epitoxis ceryxoides
Epitoxis ceryxoides är en fjärilsart som beskrevs av Emilio Berio 1941. Epitoxis ceryxoides ingår i släktet Epitoxis och familjen björnspinnare. Inga underarter finns listade i Catalogue of Life.